# Isole Farne
Le Isole Farne (Farne Islands, in inglese) sono un arcipelago che si trova nel Mare del Nord, al largo della costa del Northumberland, che comprende un numero di piccole isole variabile tra quindici e venti a seconda del ciclo di marea.